# Anna Barbara van Meerten

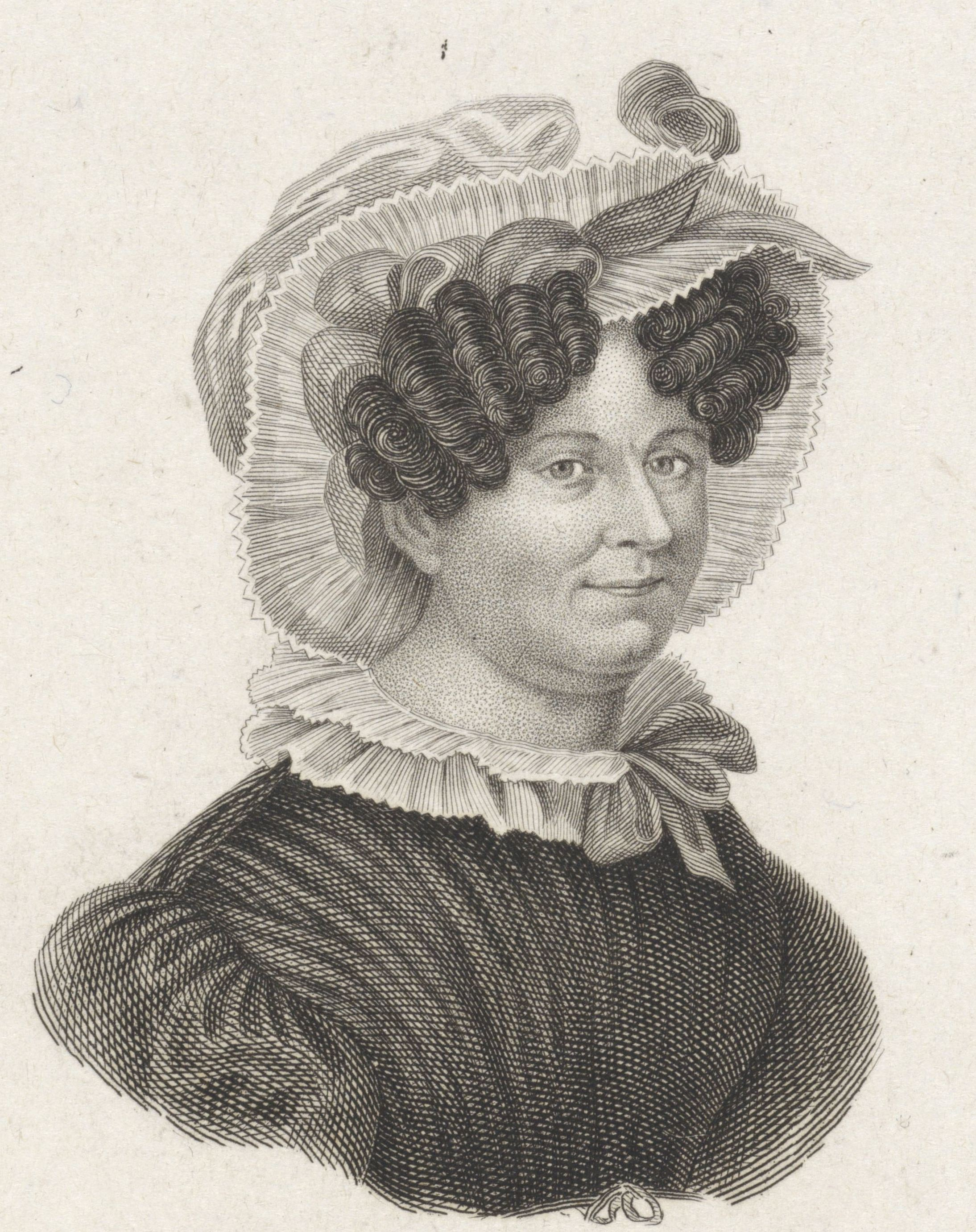
Anna Barbara van Meerten-Schilperoort

Anna Barbara van Meerten-Schilperoort (* 3. Januar 1778 in Geestbrug; † 14. Februar 1853 in Gouda) war eine niederländische Schriftstellerin und Pädagogin.

## Leben
Anna Barbara Schilperoort wurde am 3. Januar in Geestbrug als Tochter von Dirk Schilperoort (ca. 1736–1796) und Adriana Theresia van Brekelencam (1738–1810) geboren. Sie hatte einen Halbbruder aus der früheren Ehe ihrer Mutter. Ihre Eltern waren zum Zeitpunkt ihrer Geburt schon älter, ihre Mutter bereits 40 Jahre, ihr Vater 42 Jahre alt. Sie heiratete am 6. Oktober 1794 den Prediger Hendrik van Meerten (ca. 1760–1830). Aus dieser Ehe gingen drei Töchter und drei Söhne hervor, von denen einer früh verstarb.
Sie besuchte in Noordwijk-Binnen die Schule der Damen M.M. du Flos und A.L. Wägeli, wo sie eine, ihrer Meinung nach unzureichende und oberflächliche, Ausbildung erhielt. Sie las viel und war fasziniert von der Geschichte des Herrn Willem Leevend von Betje Wolff und Aagje Deken und von Goethes Das Leiden des jungen Werthers. Die Familie zog nach Zaltbommel, dort lernte sie den zwölf Jahre älteren Prediger Hendrik van Meerten kennen und sie heirateten 1794. Barbara van Meerten-Schilperoort wurde mit 16 Jahren die Frau des Pfarrers in Wadenoijen. Als im Januar 1795 die französische Armee in die Niederlande einmarschierte, hinterließ sie eine große Zerstörung. Auch das Pfarrhaus wurde geplündert. Ihr Mann wurde in dem Jahr Pfarrer in Schermer und 1798 in Gouda. Das erste Kind war noch dort geboren worden, die anderen kamen in Gouda auf die Welt.
Van Meerten-Schilperoort verbrachte viel Zeit in einem Dachzimmer mit Lesen und Schreiben. Sie lernte viel, weil sie ihre Kinder selbst unterrichten wollte. Die Hausarbeit übernahm zumeist ihre Mutter, die bei ihnen lebte. Während der Zeit der französischen Besatzung sank das Gehalt von van Meerten und um die finanziellen Probleme zu lindern, schrieb Van Meerten-Schilperoort um 1810 Lehrbücher für Kinder. Auch eröffnete sie eine kleine Schule für Mädchen. Zudem entwickelte sie den Plan eine „Lehrerausbildungsschule“ zu gründen. Ihr Mann beantragte 1816 dafür einen Zuschuss beim Innenminister, der jedoch nicht bewilligt wurde und der Plan konnte nicht umgesetzt werden.
Nach dem Tod ihres Mannes im Jahr 1830 baute sie ihre Schule für Mädchen zu einer hervorragenden und äußerst teuren Bildungseinrichtung aus. Sie konnte ihren Lebensunterhalt gut verdienen und erwarb sich einen landesweiten Ruhm als Pädagogin und Verfechterin einer guten Ausbildung für Mädchen. Doch sie hätte auch von ihrer Arbeit als Schriftstellerin gut leben können. Sie schrieb etwa 90 Bücher in verschiedenen Gebieten. Kinderbücher, Almanache für Kinder, Schulbücher, moralische und religiöse Abhandlungen für Jugendliche, Ratgeber für Mädchen und junge Frauen, Reisegeschichten, Romane und historische Charakterskizzen. Zwischen 1821 und 1835 war sie Chefredakteurin von Penelope, der damals einzigen von ihr initiierten Frauenzeitschrift in den Niederlanden. Van Meerten-Schilperoort veröffentlichte Hunderte von Artikeln, verfasste unter einem Pseudonym Artikel zur Sexualaufklärung, zu der Zeit beispiellos. In all ihren Schriften findet sich die Haltung der Pädagogin, die sie war und brachte den Mädchen und Frauen das zu der Zeit vorherrschende Frauenbild näher: bescheiden und aufopferungsvoll, vernünftig und gebildet, nicht eingebildet, liebevoll und völlig ergeben für Mann und Kinder, loyal gegenüber dem niederländischen Nationalstaat.
Barbara van Meerten-Schilperoorts war auch in anderen Gebieten tätig. Sie unterstützte arme und kranke Menschen mit Geld und guten Ratschlägen, ermutigte junge Frauen, sich in der Sozialfürsorge zu engagieren, setzte sich für Armensparkassen ein und engagierte sich kurz vor ihrem Tod in der Anti-Alkohol-Bewegung. Mit ihren Tätigkeiten sorgte sie auch für Aufsehen, weil sie als unangemessen für eine Frau galten. Sie war 1832 die erste Frau in den Niederlanden, die sich zusammen mit einer Freundin in das Gefängnis von Gouda wagte. Dort verbüßten verurteilte Frauen ihre Strafen unter sehr schlechten Bedingungen. Sie ermutigte sie, las ihnen aus religiösen und moralischen Büchern vor und lehrte sie, die Bibel zu lesen. Sie versuchte die Behörden zu überzeugen, die Bedingungen in den Gefängnissen zu verbessern. Bei diesem Vorhaben lernte sie die englische Quäkerin Elisabeth Fry kennen.
Zutiefst religiös, bezog Van Meerten-Schilperoort ihre Überzeugung vor allem aus den aufklärerischen Ideen der Maatschappij tot Nut van ’t Algemeen. Ihr Motto war „Hilf dir selbst so hilft dir Gott“. Nach kurzer Krankheit starb sie am 14. Februar 1853 in Gouda.